# Orchestrella longipes
Orchestrella longipes är en spindelart som beskrevs av Lawrence 1965. Orchestrella longipes ingår i släktet Orchestrella och familjen jättekrabbspindlar.
Artens utbredningsområde är Namibia. Inga underarter finns listade i Catalogue of Life.